# Spodnji Gaj pri Pragerskem
Spodnji Gaj pri Pragerskem is een plaats in Slovenië en maakt deel uit van de gemeente Kidričevo in de NUTS-3-regio Podravska. De plaats telde 116 inwoners op 1 januari 2020.